# Локална самоуправа у Велсу
Локална самоуправа у Велсу (енгл. Local government in Wales) има дугу традицију. До 1996. Велс је био подељен у 13 историјских округа (грофовија), а од тада на 22 административне јединице (9 округа, 10 аутономних општина и 3 града). Поред ове, званичне административне поделе, која се користи у локалној самоуправи, постоје и такозвани церемонијални окрузи (енгл. Preserved counties of Wales), који се користе код именовања краљевских намесника и шерифа, што су почасне титуле без стварне власти.

## Историјски окрузи
Од енглеског освајања Велса (1284) и прикључења Велшких крајина кнежевини Велс (1535), Велс је био подељен на 13 грофовија или округа, од којих су неке обједињене, а неке подељене Законом о локалној самоуправи из 1994.

## Нови окрузи Велса (после 1996)
Законом о локалној самоуправи Велса из 1994 (енгл. Local Government (Wales) Act 1994), Велс је од 1. априла 1996. подељен на 22 административне јединице (енгл. Principal areas of Wales): 9 округа, 10 самоуправних општина (енгл. County Boroughs) и 3 аутономна града (Кардиф, Свонси и Њупорт). Од 13 историјских округа, 5 је спојено у два нова (Мерионет и Кернарвен спојени су у Гвинет, а Бренок, Раднор и Монтгомери спојени су у Повис), Гламорган је подељен на 2 града (Кардиф и Свонси) и 6 аутономних општина, а преосталих 7 је преживело са промењеним границама (из Денбија је издвојена општина Конви, из Флинта - општина Врексам, а из Монмута - град Њупорт и општине Торвен и Бленау-Гвент).
| Адм. јединица    | Енглески          | Велшки            | Статус  | Историјски округ           |
| ---------------- | ----------------- | ----------------- | ------- | -------------------------- |
| Англизи          | Isle of Anglesey  |                   | округ   | Англизи                    |
| Гвинет           |                   | Gwynedd           | округ   | Мерионет, Кернарвен        |
| Повис            |                   | Powys             | округ   | Бренок, Рандор, Монтгомери |
| Денби            | Denbighshire      |                   | округ   | Денби                      |
| Конви            |                   | Conwy             | општина | Денби                      |
| Флинт            | Flintshire        |                   | округ   | Флинт                      |
| Врексам          | Wrexham           |                   | општина | Флинт                      |
| Кередигион       |                   | Ceredigion        | округ   | Кардиган                   |
| Пембрук          | Pembrokeshire     |                   | округ   | Пембрук                    |
| Кармартен        | Carmarthenshire   |                   | округ   | Кармартен                  |
| Монмут           | Monmouthshire     |                   | округ   | Монмут                     |
| Њупорт           | Newport           |                   | град    | Монмут                     |
| Торвен           |                   | Torfaen           | општина | Монмут                     |
| Блено Гвент      |                   | Blaenau Gwent     | општина | Монмут                     |
| Кардиф           | Cardiff           |                   | град    | Гламорган                  |
| Свонси           | Swansea           |                   | град    | Гламорган                  |
| Долина Гламорган | Vale of Glamorgan |                   | општина | Гламорган                  |
| Бриџенд          | Bridgend          |                   | општина | Гламорган                  |
| Керфили          | Caerphilly        |                   | општина | Гламорган                  |
| Мертир Тидфил    | Merthyr Tydfil    |                   | општина | Гламорган                  |
| Нет Порт Талбот  | Neath Port Talbot |                   | општина | Гламорган                  |
| Ронда Кинон Таф  |                   | Rhondda Cynon Taf | општина | Гламорган                  |

## Церемонијални окрузи Велса
У сврху именовања краљевских намесника и шерифа, цео Велс је подељен у 8 округа, такозване Церемонијалне округе Велса (енгл. Preserved counties of Wales) и то: Гвент (вел. Gwent), Јужни, Средњи и Западни Гламорган (енгл. South Glamorgan, Mid Glamorgan, West Glamorgan), Дивед (вел. Dyfed), Повис (вел. Powys), Гвинет (вел. Gwynedd) и Клајд (вел. Clwyd).